# Algonquin (Cocktail)
Der Algonquin ist ein alkoholhaltiger Cocktail aus Rye Whiskey, Wermut und Ananassaft, der zu den Shortdrinks gehört.

## Geschichte

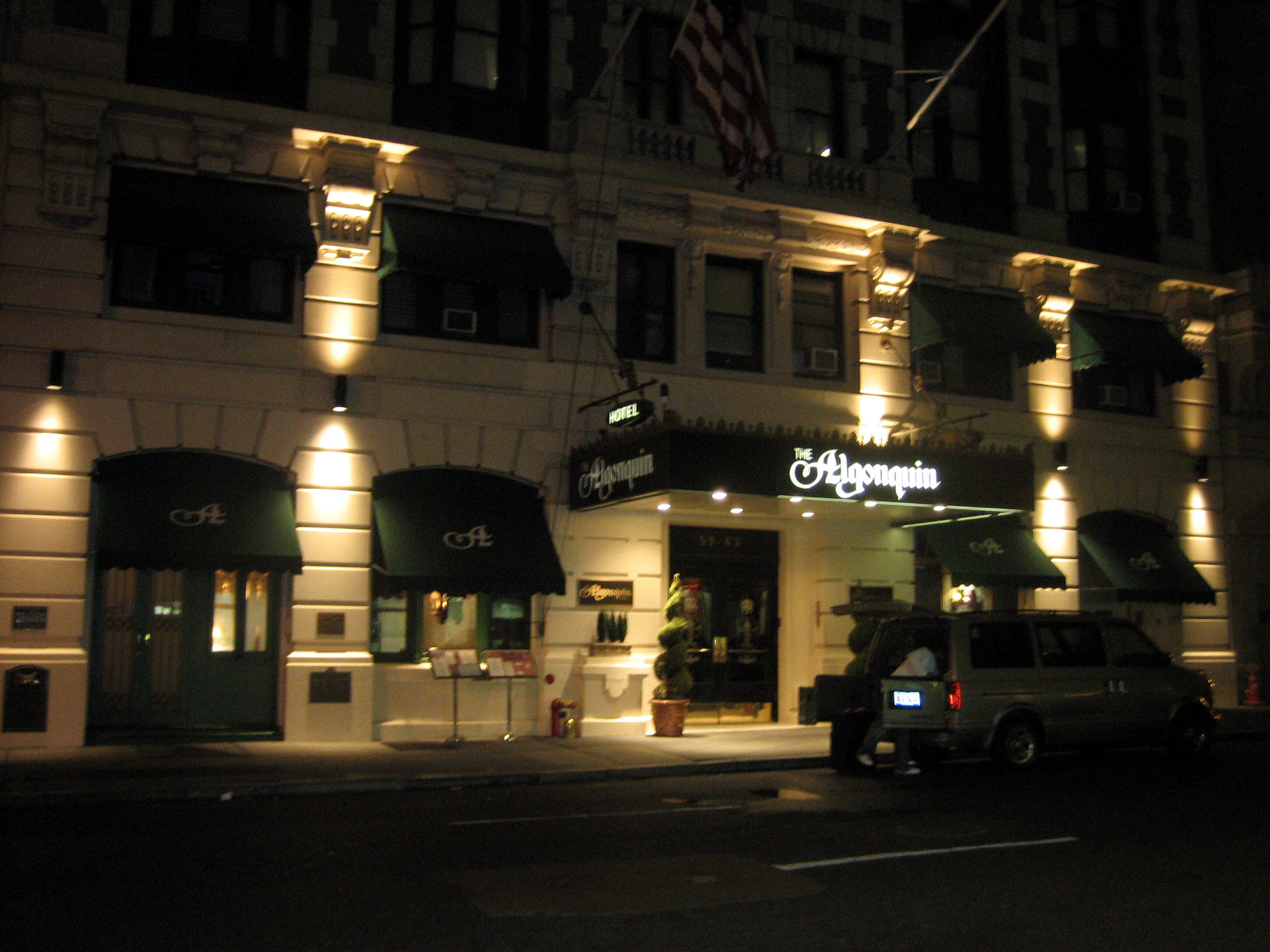
Algonquin Hotel in New York

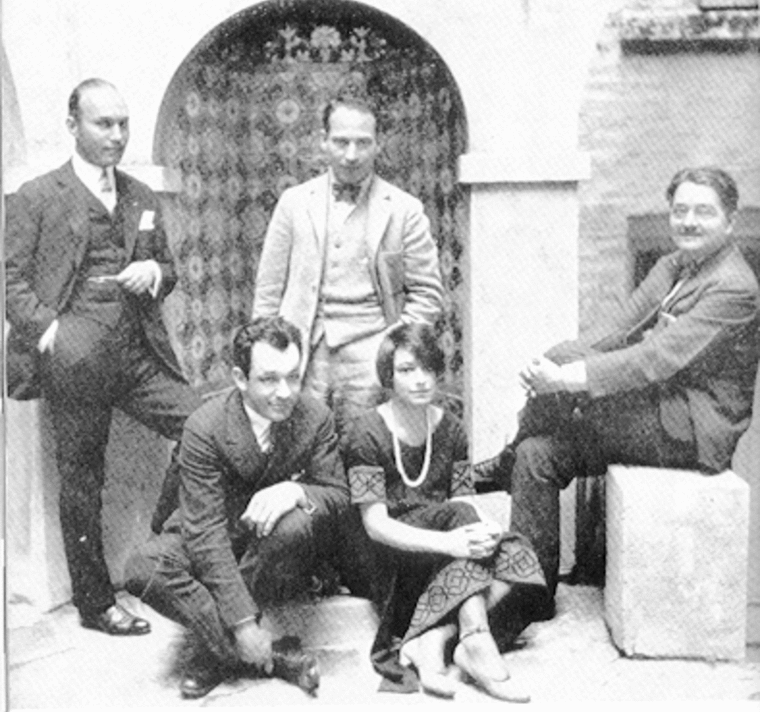
Einige Mitglieder des Algonquin Round Table: Art Samuels, Harpo Marx, Charlie MacArthur, Dorothy Parker, Alexander Woollcott (v. l. n. r., um 1919)

Die Geschichte des Cocktails ist lückenhaft. Als gesichert gilt lediglich, dass sich sein Name vom Algonquin Hotel ableitet, das nicht nur als ältestes im Betrieb befindliche Hotel New Yorks, sondern auch wegen der populären Zusammenkünfte des Algonquin Round Table in den 1920er Jahren bekannt ist. Zu den namhaften Gästen der Runde aus Journalisten, Literaten und Schauspielern gehörten unter anderem Robert Benchley, Heywood Broun, Marc Connelly, Jane Grant, Ruth Hale, George S. Kaufman, Neysa McMein, Dorothy Parker, Harold Ross, Robert E. Sherwood und Alexander Woollcott. Zu den berühmten Gästen des Hotel gehörten Simone de Beauvoir, Anthony Hopkins und Jacqueline Kennedy Onassis. Der Name des Hotels wiederum gründet auf dem Namen eines Stamms nordamerikanischer Ureinwohner.
Ob der Drink tatsächlich in dem Hotel erstmals zubereitet wurde – hiergegen spricht zumindest die puritanische Einstellung des ehemaligen Besitzers, Frank Case, der das Hotel ab 1907 führte – oder ob er jemals ein Signature Drink der Hotelbar war, ist ebenso unbekannt wie der Entstehungszeitraum.
Im Café Royal Cocktail Book von 1937 werden zwar ein Algonquin und ein Algonquin Sour erwähnt, jedoch ohne Rezept. Sie befinden sich im Anhang auf einer Liste von Drinks, deren Rezepte aus Platzgründen nicht in das Buch aufgenommen, aber von der United Kingdom Bartenders Guild (UKBG), einem Berufsverband für Barkeeper, angefordert werden konnten. Auch auf einer ähnlichen Liste im Rezeptband Approved Cocktails der UKBG, ebenfalls aus dem Jahr 1937, sind die beiden Drinks enthalten. Möglicherweise hatten Barkeeper, die wegen der Alkoholprohibition in den Vereinigten Staaten nach England gekommen waren, sie aus den USA mitgebracht.
Ein vollständiges Rezept des Algonquin Cocktails wurde aber erst im Zuge der Rückbesinnung auf historische Rezepte Anfang der 2000er Jahre veröffentlicht und erschien erstmals 2004 in der Sammlung Vintage Cocktails and Spirits. From the Algonquin to the Zazerac.

## Zubereitung
Der Drink ist vermutlich der erste Cocktail, der Rye Whisky mit Ananassaft kombiniert. Bei der Zubereitung werden 4,5 cl Rye Whiskey, 2 cl trockener Wermut und 2 cl frischer Ananassaft mit Eiswürfeln in einen Cocktail-Shaker gegeben und gemixt. Anschließend wird der Drink in eine Coupette doppelt abgeseiht und ohne Garnitur serviert.